# У лещатах чорного раку
«У лещатах чорного раку» (латис. «Melnā vēža spīlēs») — латвійський радянський пригодницький художній фільм, знятий на Ризькій кіностудії у 1975 році.

## Сюжет
Лифляндія, XVII століття. На панування і владу в країні претендують герцог Курляндський, польський король і німецькі барони. У цій політичній плутанині можливі найнесподіваніші пригоди. Наприклад, польські посли потрапляють до в'язниці, а селяни-втікачі замість них виявляються гостями герцога…

## У ролях
- Ліліта Озоліня — Мара  (дублювала Олена Ставрогіна)
- Улдіс Думпіс — Яніс  (дублював Гелій Сисоєв)
- Улдіс Ваздікс — Мартиньш  (дублював Павло Кашлаков)
- Гунарс Цилінскіс — герцог  (дублював Ігор Дмитрієв)
- Байба Індріксоне — герцогиня  (дублювала Галина Стеценко)
- Ельза Радзіня — мати Мари
- Едуард Павулс — Хаген  (дублював Ігор Єфімов)
- Вайроніс Яканс — барон Хексенберг  (дублював Олександр Дем'яненко)
- Валентінс Скулме — священик  (дублював Борис Аракелов)
- Евалдс Валтерс — керуючий

## Знімальна група
- Автори сценарію: Олександр Лейманіс, Яніс Анераудс
- Режисер-постановник: Олександр Лейманіс
- Оператор-постановник: Мартиньш Клейнс
- Композитор: Раймонд Паулс
- Художник-постановник: Дайліс Рожлапа